# 盧芳年
盧芳年（1880年—1965年），字少波，號景超，福建省泉州府南安縣李東村人，宣統二年進士。

## 生平
光緒三十三年（1907年）秋，入學北洋大學堂工科採礦冶金門甲班生，宣統二年畢業。
宣統二年五月，北洋大學堂預科學生補習期滿，照中學堂給獎，獎給拔貢生。
宣統二年十月，學部會考北洋大學堂畢業學生，盧芳年得72.36分，考列優等。
宣統二年十一月初九日己酉（1910年12月10日），賞給進士出身，改為翰林院庶吉士。
民國元年（1912年），在福建查找鉬礦。
民國14年（1925年），福州私立南郡公學校長。
民國時期任過外交工作及福建省鹽務管理局硝碘處處長。1956年10月受聘為福建文史館館員。